# Maxomys baeodon
Maxomys baeodon  (Thomas, 1894) è un roditore della famiglia dei Muridi, endemico dell'Isola del Borneo.

## Descrizione

### Dimensioni
Roditore di piccole dimensioni, con lunghezza della testa e del corpo tra 126 e 140 mm, la lunghezza della coda tra 119 e 133 mm, la lunghezza del piede tra 25 e 28 mm e la lunghezza delle orecchie tra 17 e 19 mm.

### Aspetto
La pelliccia è corta e molto spinosa. Le parti superiori sono rossicce, i peli spinosi hanno la punta gialla, mentre le parti ventrali sono bianco-giallastre. La coda è lunga quanto la testa ed il corpo, è scura sopra e chiara sotto. Le femmine hanno un paio di mammelle pettorali, un paio post-ascellari e due paia inguinali.

## Biologia

### Comportamento
È una specie terricola. Preferisce ambienti ristretti con un alto numero di grandi alberi.

## Distribuzione e habitat
Questa specie è endemica delle zone montane del Borneo occidentale. Probabilmente è diffusa su tutta l'isola.
Vive in foreste pluviali primarie tra i 900 e 1.400 metri di altitudine.

## Conservazione
La IUCN Red List, considerato che nonostante il vasto areale è conosciuta solo da pochi individui, classifica M.baeodon come specie con dati insufficienti (DD).